# NGC 2462
NGC 2462 è una galassia a spirale situata nella costellazione della Lince, a una distanza di circa 419 milioni di anni luce dalla nostra Via Lattea.

## Scoperta
La galassia è stata scoperta il 20 febbraio 1851 dall'astronomo irlandese Bindon Stoney.

## Descrizione
Dato il valore della sua luminosità superficiale pari a 10,90, NGC 2462 può essere inclusa tra le galassie che presentano una elevata luminosità superficiale.
È una delle otto galassie della costellazione della Lince la cui storia delle osservazioni è piuttosto complessa e l'identificazione non univoca. In questo caso però tutte le fonti identificano NGC 2462 con PGC 22259. Per altri PGC 22191 corrisponderebbe a NGC 2473, un oggetto perduto o inesistente.

## Gli oggetti NGC 24xx della costellazione della Lince

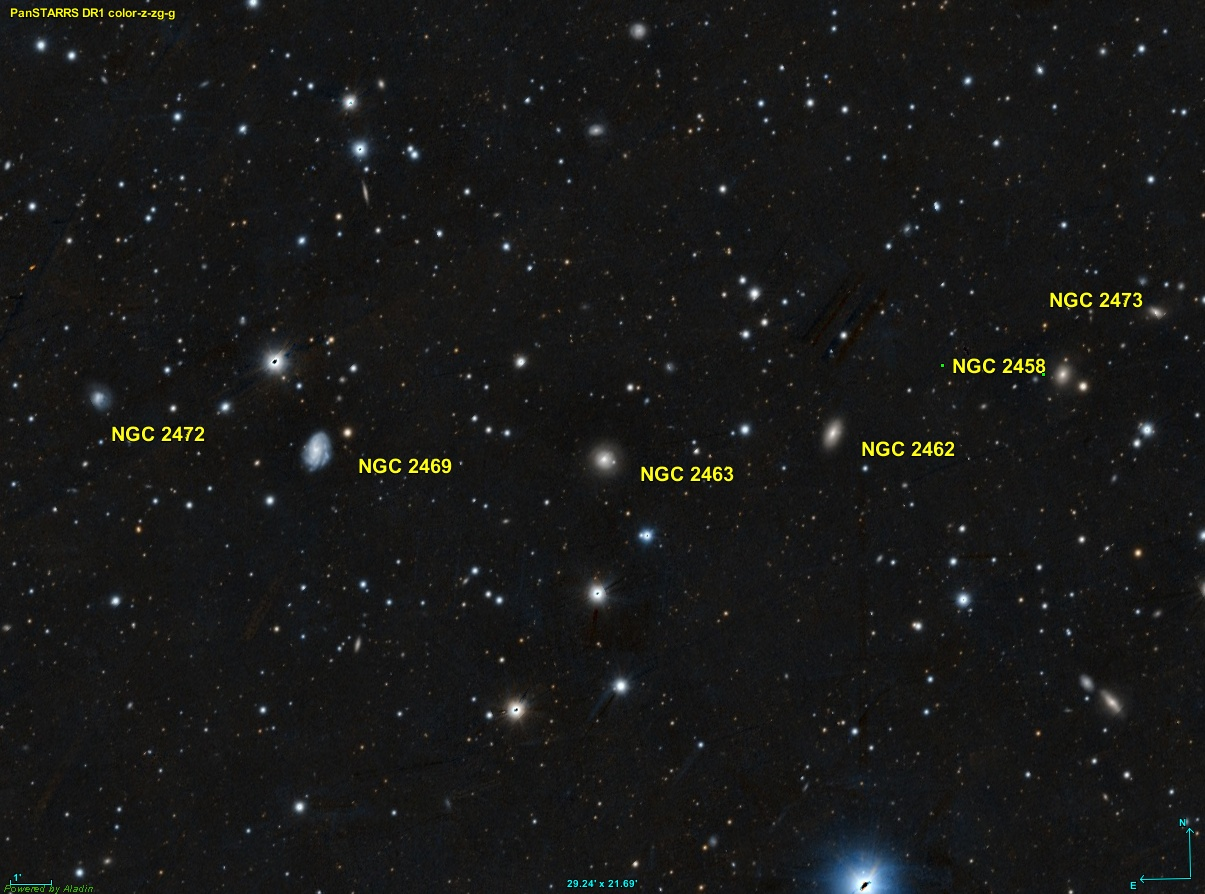
Sei dei dieci oggetti con designazione NGC 24xx.

Tra il codice 2458 il 2473 del New General Catalogue, ci sono dieci oggetti situati nella costellazione della Lince. Per otto di questi l'identificazione non è univoca. Sei di questi oggetti sono visibili nell'immagine a fianco.
La galassia NGC 2463 è stata scoperta da John Herschel mentre NGC 2469 da suo padre William Herschel. Le posizioni indicate dai due astronomi sono sufficientemente precise, per cui non ci sono dubbi nell'identificazione.
Nel 1851, Bindon Stoney che lavorava per William Parsons, facendo osservazioni in quest'area di cielo, annotava la presenza di una decina di oggetti allineati da est a ovest, senza però indicarne le posizioni, per cui la scoperta e l'identificazione sono dubitative. Gli oggetti in questione sono NGC 2458, NGC 2461, NGC 2462, NGC 2464, NGC 2465, NGC 2471, NGC 2472 e NGC 2473.
Nel 1886, Guillaume Bigourdan fece osservazioni in questa regione e annotò in modo abbastanza preciso le posizioni di otto dei dieci oggetti (tutti tranne NGC 2472 e NGC 2473). John Dreyer utilizzò queste descrizioni nel compilare il suo catalogo e attribuì a Parsons e a Bigourdan la scoperta di questi otto oggetti. Solamente quattro delle descrizioni di Bigourdan si riferivano a galassie, mentre le altre erano stelle o gruppi di al massimo tre stelle. Due delle galassie presenti nell'immagine non sono state descritte da Bigourdan e non è chiaro chi le abbia veramente osservate. Due galassie presenti nell'allineamento non hanno una designazione NGC, mentre NGC 2472 e NGC 2473 non corrispondono ad alcun oggetto conosciuto. 
In conclusione, due dei dieci codici NGC corrispondono alle osservazioni dei due Herschel, due alle osservazioni di Bigourdan sulle nebulose, due alle osservazioni dello stesso Bigourdan relative ai raggruppamenti stellari, mentre le ultime due sono designazioni recenti. Questa situazione complessa permette di comprendere come mai alcuni di questi oggetti abbiano identificazioni differenti.